# Championnats du monde de lutte 2005
Les  Championnats du monde de lutte 2005 se sont tenus du 26 septembre au 2 octobre 2005 à Budapest en Hongrie. 

## Hommes

### Lutte gréco-romaine
| Épreuves | Or                         | Argent                   | Bronze                     |
| -------- | -------------------------- | ------------------------ | -------------------------- |
| 55 kg    | Hamid Sourian (IRN)        | Park Eun-chul (KOR)      | István Majoros (HUN)       |
| 55 kg    | Hamid Sourian (IRN)        | Park Eun-chul (KOR)      | Yermek Kuketov (KAZ)       |
| 60 kg    | Armen Nazaryan (BUL)       | Ali Ashkani (IRN)        | Eusebiu Diaconu (ROU)      |
| 60 kg    | Armen Nazaryan (BUL)       | Ali Ashkani (IRN)        | Petr Švehla (CZE)          |
| 66 kg    | Nikolay Gergov (BUL)       | Kim Min-chul (KOR)       | Kim Kum-chol (PRK)         |
| 66 kg    | Nikolay Gergov (BUL)       | Kim Min-chul (KOR)       | Alain Milián (CUB)         |
| 74 kg    | Varteres Samurgashev (RUS) | Mark Madsen (DEN)        | Marko Yli-Hannuksela (FIN) |
| 74 kg    | Varteres Samurgashev (RUS) | Mark Madsen (DEN)        | Konstantin Schneider (GER) |
| 84 kg    | Alim Selimau (BLR)         | Aleksey Mishin (RUS)     | Sándor Bárdosi (HUN)       |
| 84 kg    | Alim Selimau (BLR)         | Aleksey Mishin (RUS)     | Nazmi Avluca (TUR)         |
| 96 kg    | Hamza Yerlikaya (TUR)      | Lajos Virág (HUN)        | Vasily Teplukhov (RUS)     |
| 96 kg    | Hamza Yerlikaya (TUR)      | Lajos Virág (HUN)        | Justin Ruiz (USA)          |
| 120 kg   | Mijaín López (CUB)         | Mihály Deák-Bárdos (HUN) | Siarhei Artsiukhin (BLR)   |
| 120 kg   | Mijaín López (CUB)         | Mihály Deák-Bárdos (HUN) | Yekta Yılmaz Gül (TUR)     |

### Lutte libre
| Épreuves | Or                          | Argent                 | Bronze                        |
| -------- | --------------------------- | ---------------------- | ----------------------------- |
| 55 kg    | Dilshod Mansurov (UZB)      | Radoslav Velikov (BUL) | Bayaraagiin Naranbaatar (MGL) |
| 55 kg    | Dilshod Mansurov (UZB)      | Radoslav Velikov (BUL) | Jon Hyon-guk (PRK)            |
| 60 kg    | Alan Dudayev (RUS)          | Yandro Quintana (CUB)  | Martin Berberyan (ARM)        |
| 60 kg    | Alan Dudayev (RUS)          | Yandro Quintana (CUB)  | Morad Mohammadi (IRN)         |
| 66 kg    | Makhach Murtazaliev (RUS)   | Serafim Barzakov (BUL) | Geandry Garzón (CUB)          |
| 66 kg    | Makhach Murtazaliev (RUS)   | Serafim Barzakov (BUL) | Otar Tushishvili (GEO)        |
| 74 kg    | Buvaisar Saitiev (RUS)      | Árpád Ritter (HUN)     | Nikolay Paslar (BUL)          |
| 74 kg    | Buvaisar Saitiev (RUS)      | Árpád Ritter (HUN)     | Joe Williams (USA)            |
| 84 kg    | Revaz Mindorashvili (GEO)   | Yoel Romero (CUB)      | Magomed Kurugliyev (KAZ)      |
| 84 kg    | Revaz Mindorashvili (GEO)   | Yoel Romero (CUB)      | Taras Danko (UKR)             |
| 96 kg    | Khadzhimurat Gatsalov (RUS) | Eldar Kurtanidze (GEO) | Vasyl Tesmynetskyi (UKR)      |
| 96 kg    | Khadzhimurat Gatsalov (RUS) | Eldar Kurtanidze (GEO) | Aleksey Krupnyakov (KGZ)      |
| 120 kg   | Aydın Polatçı (TUR)         | Alexis Rodríguez (CUB) | Tolly Thompson (USA)          |
| 120 kg   | Aydın Polatçı (TUR)         | Alexis Rodríguez (CUB) | Ottó Aubéli (HUN)             |

## Femmes
| Épreuves | Or                    | Argent                  | Bronze                        |
| -------- | --------------------- | ----------------------- | ----------------------------- |
| 48 kg    | Ren Xuecheng (CHN)    | Iryna Merleni (UKR)     | Carol Huynh (CAN)             |
| 48 kg    | Ren Xuecheng (CHN)    | Iryna Merleni (UKR)     | Makiko Sakamoto (JPN)         |
| 51 kg    | Hitomi Sakamoto (JPN) | Vanessa Boubryemm (FRA) | Tsogtbazaryn Enkhjargal (MGL) |
| 51 kg    | Hitomi Sakamoto (JPN) | Vanessa Boubryemm (FRA) | Wen Juling (CHN)              |
| 55 kg    | Saori Yoshida (JPN)   | Su Lihui (CHN)          | Natalia Golts (RUS)           |
| 55 kg    | Saori Yoshida (JPN)   | Su Lihui (CHN)          | Tonya Verbeek (CAN)           |
| 59 kg    | Ayako Shoda (JPN)     | Marianna Sastin (HUN)   | Lene Aanes (NOR)              |
| 59 kg    | Ayako Shoda (JPN)     | Marianna Sastin (HUN)   | Sally Roberts (USA)           |
| 63 kg    | Kaori Icho (JPN)      | Jing Ruixue (CHN)       | Sara McMann (USA)             |
| 63 kg    | Kaori Icho (JPN)      | Jing Ruixue (CHN)       | Volha Khilko (BLR)            |
| 67 kg    | Meng Lili (CHN)       | Martine Dugrenier (CAN) | Elena Perepelkina (RUS)       |
| 67 kg    | Meng Lili (CHN)       | Martine Dugrenier (CAN) | Cathrine Downing (USA)        |
| 72 kg    | Iris Smith (USA)      | Kyoko Hamaguchi (JPN)   | Anita Schätzle (GER)          |
| 72 kg    | Iris Smith (USA)      | Kyoko Hamaguchi (JPN)   | Svetlana Saenko (UKR)         |